# مقاطعة تشوكتاو (أوكلاهوما)
مقاطعة تشوكتاو (بالإنجليزية: Choctaw County)‏ هي إحدى مقاطعات ولاية أوكلاهوما في الولايات المتحدة الأمريكية.

## أعلام
- إد هارينجتون